# Campidoglio (Richmond)
Il Campidoglio di Richmond, o Virginia State Capitol, è la sede governativa dello Stato della Virginia, negli Stati Uniti d'America.
Fu costruito su progetto di Thomas Jefferson, architetto e Presidente degli Stati Uniti, a partire dal 1785.
Si tratta del più antico edificio governativo della Nazione, realizzato pochi anni dopo la dichiarazione di indipendenza del 1776.

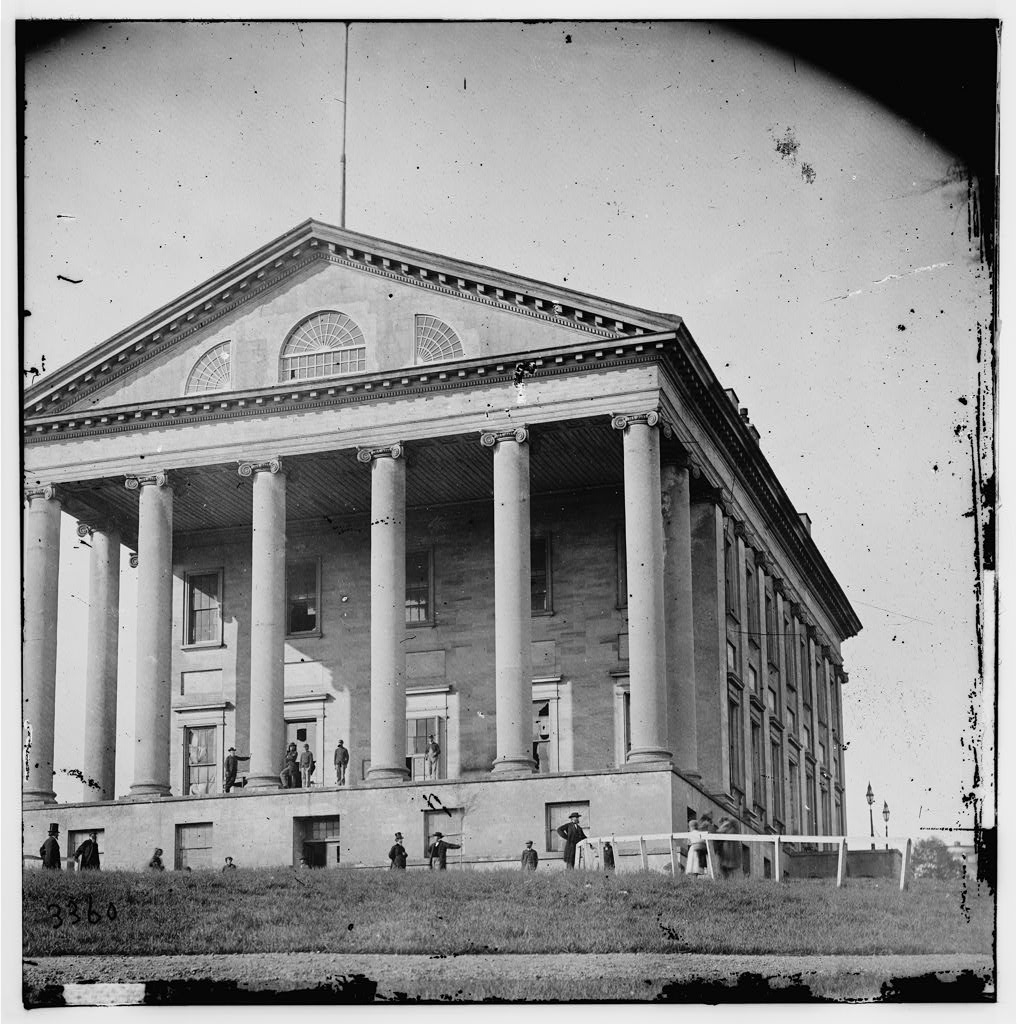
Foto storica del Campidoglio

L'edificio, ampliato nel 1904 con l'aggiunta di un'ulteriore ala, oscilla fra il candore palladiano e la severità neoclassica, con un profondo portico architravato costituito da colonne di ordine ionico.